# 丹尼爾·卡茲
丹尼爾·卡茲（Daniel Katz；1903年7月19日—1998年2月28日）是美國的一位心理學家，出生於新澤西州的特倫頓。
他學術生涯的高峰是他於1947年至1974年在密歇根大學的日子，儘管他好一段時間曾擔任普林斯頓大學心理學系的教授。
他對「種族成見與偏見」及「態度改變」這兩個題目所製作的經典研究，以及他追求個人心理和社會制度之間的聯繫，有助於組織心理學這一門新學科的建立。他在《組織的社會心理學》（1966年版，其後再修訂過）提出的開放系統理論，是一個重要的方法論貢獻。

## 著作選錄
- Social Psychology, 1938 (co-authored with Richard L. Schanck)
- The Social Psychology of Organizations, 1978 (co-authored with Robert L. Kahn)

## 榮譽
- 美國心理學協會（the American Psychological Association）金章
- 社會問題的心理學研究學會（the Society for the Psychological Study of Social Issues）的列文獎（Lewin Award）
- 美國輿論研究協會（the American Association for Public Opinion Research）獎

另外，卡茲曾任社會問題的心理學研究學會的會長。

## 參看
- 社會系統理論

## 外部連結
- 密歇根大學有關丹尼爾·卡茲的訃告（页面存档备份，存于）
- 丹尼爾·卡茲在輿論季刊列登的文章：The Functional Approach to the Study of Attitudes（页面存档备份，存于）